# Xã Garfield, Quận Hancock, Iowa
Xã Garfield (tiếng Anh: Garfield Township) là một xã thuộc quận Hancock, tiểu bang Iowa, Hoa Kỳ. Năm 2010, dân số của xã này là 404 người.